# Guerilla Poubelle
Guerilla Poubelle (deutsch: Mülleimer-Guerilla) ist eine französische Punkband. Die Gruppe bildete sich 1998 unter dem Namen Les Betteraves (die Rüben). 2003 verließ der Schlagzeuger die Band und Guerilla Poubelle wurde gegründet. Damit begann auch die Entfernung ihrer Musik vom Fun-Punk.
Die hauptsächlich im Pariser Raum bekannte Band tourt seit ihrer Gründung durch ganz Frankreich und war auch schon in der Schweiz, in Belgien, Québec und in Deutschland. Ihre erste CD produzierten sie bei dem Label Crash Disques.

## Diskografie

### Alben
| Jahr | Titel                  | Höchstplatzierung, Gesamtwochen, AuszeichnungChartsChartplatzierungen (Jahr, Titel, Platzierungen, Wochen, Auszeichnungen, Anmerkungen) | Anmerkungen   |
| Jahr | Titel                  | FR | Anmerkungen   |
| ---- | ---------------------- | --- | ------------- |
| 2007 | Punk = Existentialisme | FR110 (2 Wo.)FR | Crash Disques |

Weitere Alben
- 2005: Il faut repeindre le monde...en noir (Crash Disques)
- 2013: Amor Fati (Guerilla Asso)
- 2017: La Nausée (Guerilla Asso)